# Stehendes Gewerbe
Der Rechtsbegriff stehendes Gewerbe bezieht sich auf alle Gewerbebetriebe, die weder dem Reisegewerbe noch dem Marktgewerbe zuzurechnen sind.

## Allgemeines
Das deutsche Gewerberecht unterscheidet zwischen dem Reisegewerbe (wie Handelsvertreter, Schausteller), Marktgewerbe (wie Großmärkte, Wochenmärkte) und dem stehenden Gewerbe. Diese Gewerbeform ist dadurch gekennzeichnet, dass sie einen festen Standort (Betriebsstätte, Büro, Geschäftsraum, Laden, Werkstatt) für ihre Geschäftstätigkeit besitzt. Das stehende Gewerbe ist die Grundform des Gewerberechts. Gesetzlich wird es negativ definiert. An die Einteilung dieser Gewerbeformen knüpft das Gesetz Rechtsfolgen, die beim Reise- und Marktgewerbe besonders umfassend sind.

## Rechtsfragen
Ein stehendes Gewerbe kann – wie die Gegenüberstellung der §§ 14 GewO und § 55 GewO ergibt, nur von selbständigen Gewerbetreibenden ausgeübt werden. Das stehende Gewerbe kann auch außerhalb der Räume der gewerblichen Niederlassung ausgeübt werden, ohne dass dadurch ein Reisegewerbe entsteht (etwa Geldtransporte). Für die Ausübung eines stehenden Gewerbes ist stets nur eine Gewerbeanmeldung nach § 14 GewO erforderlich. Vor allem zwei große Gewerbearten benötigen lediglich diese Gewerbeanmeldung, und zwar das Gaststättengewerbe und Handwerksbetriebe. 
Ein Gaststättengewerbe betreibt nach § 1 Abs. 1 GastG, wer im stehenden Gewerbe Getränke zum Verzehr an Ort und Stelle verabreicht (Schankwirtschaft) oder zubereitete Speisen zum Verzehr an Ort und Stelle verabreicht (Speisewirtschaft). Gemäß § 1 Abs. 2 GastG wird das Gaststättengewerbe auf Reisegewerbe ausgedehnt, die von einer für die Dauer der Veranstaltung ortsfesten Betriebsstätte aus Getränke oder zubereitete Speisen zum Verzehr an Ort und Stelle verabreichen (etwa Bierzelte oder fahrbare Imbisswagen). Der selbständige Betrieb eines zulassungspflichtigen Handwerks als stehendes Gewerbe ist gemäß § 1 Abs. 1 HwO nur den in der Handwerksrolle eingetragenen natürlichen und juristischen Personen und Personengesellschaften gestattet.  

## International
Das stehende Gewerbe ist ein exklusiv deutscher Rechtsbegriff, für den es keine internationale Entsprechung gibt.